# IC 1978
IC 1978 — галактика типу Sab (компактна витягнута галактика) у сузір'ї Годинник.
Цей об'єкт міститься в оригінальній редакції індексного каталогу.